# Ebes
Ebes é um município da Hungria, situado no condado de Hajdú-Bihar. Tem 77,27 km² de área e sua população em 2015 foi estimada em 4.388 habitantes.